# Karneid
Karneid (italià Cornedo all'Isarco) és un municipi italià, dins de la província autònoma de Tirol del Sud. És un dels municipis del districte i de Salten-Schlern. L'any 2007 tenia 3.111 habitants. Comprèn les fraccions de Blumau (Prato all'Isarco), Breien (Briè), Kardaun (Cardano), Steinegg (Collepietra), i Gummer (San Valentino in Campo). Limita amb els municipis de Bolzano (Bozen), Völs am Schlern (Fiè allo Sciliar), Welschnofen (Nova Levante), Deutschnofen (Nova Ponente), Ritten (Renon), i Tiers (Tires).

## Situació lingüística
| Pertinença lingüística (cens 2001) | 87,27% alemany |
| Pertinença lingüística (cens 2001) | 12,38% italià  |
| Pertinença lingüística (cens 2001) | 0,34% ladí     |

## Administració

Territori comunal

| Període | Identitat    | Partit |
| ------- | ------------ | ------ |
| 2004-   | Albin Kofler | SVP    |